# Ersilia Fossati
Ersilia Fossati, née le 25 mars 1921 en Vénétie et morte le 9 octobre 1999 à Lugano, est une personnalité politique suisse du canton du Tessin, membre du Parti démocrate-chrétien et militante pour le suffrage féminin.
Elle est l'une des onze premières femmes élues au Grand Conseil tessinois en 1971.

## Biographie

### Origines et famille
Ersilia Fossati naît le 25 mars 1921 en Vénétie près du Piave, où son père dirige une coopérative. Sa famille paternelle est originaire de Meride, dans le canton du Tessin. Elle est l'aînée des onze enfants d'Andrea Fossati, ingénieur, et de Rosa née Scala, de Carona. 
Pendant son enfance, elle garde un contact régulier avec le Tessin et passe les vacances d'été dans la maison paternelle. En 1939, l'imminence de la guerre la contraint à rentrer à Meride avec sa famille.

### Études
Ersilia Fossati fréquente les écoles primaire et secondaire à l'institut Ghislanzoni de Milan, dirigé par les ursulines de Saint-Charles.
Elle poursuit ses études à l'école normale de Locarno, où elle obtient son brevet d'institutrice en 1941 à la Magistrale de Locarno. 

### Parcours professionnel
De 1941 à 1942, Ersilia Fossati enseigne l'italien à l'institut des sœurs d'Ingenbohl, période durant laquelle elle apprend l'allemand. Entre 1942 et 1971, elle est l'assistante de Silvio Sganzini (it), directeur du Vocabolario dei dialetti della Svizzera italiana (it), œuvrant au catalogage des termes dialectaux. À partir de 1963, elle est par ailleurs responsable de l'université populaire de Lugano.  
De 1971 à 1975, Ersilia Fossati occupe le poste de secrétaire chez la fiduciaire Fidinam, puis travaille jusqu'en 1983 pour le service de soins à domicile de Lugano et ses environs. Durant cette période, elle réussit à tripler le nombre de communes partenaires.

### Parcours politique
Dès 1962, Ersilia Fossati s'implique en politique en adhérant au Mouvement social féminin (Association tessinoise pour le suffrage féminin). Elle s'engage principalement pour le droit de vote des femmes, participant en tant qu'oratrice à des conférences organisées dans différentes communes avant les votations cantonales de 1969 et fédérales de 1971 sur le suffrage féminin.
Affiliée au Parti démocrate-chrétien (PDC), elle est l'une des onze premières femmes élues au Grand Conseil tessinois en 1971, où elle siège jusqu'en 1983. Pendant les années 1970, elle préside par ailleurs le groupe des femmes PDC de Lugano et devient la première trésorière de l'association cantonale des femmes PDC, fondée en 1985. En tant que députée, elle œuvre pour l'implantation d'une école normale pour maîtresses enfantines à Lugano et Locarno, lutte contre l'abolition des avances d'aliments en cas d'insolvabilité de l'ancien époux et s'oppose aux excavations de la Saceba SA à Balerna pour des raisons environnementales. 

### Engagements associatifs

#### Mobilisation de la Seconde guerre mondiale
De 1940 à 1978, elle s'engage comme volontaire dans le Service complémentaire féminin (SCF), à l'appel du général Guisan. Jusqu'à la fin de la Deuxième guerre mondiale, elle accomplit des tâches administratives et d'assistance, d'abord à Berne puis à Cugnasco, ce qui lui vaut une distinction d'honneur pour la mobilisation de la guerre,. 
De 1951 à 1964, en tant que présidente de la section tessinoise du SCF, elle dirige des cours de répétition en allemand et en italien.

#### Autres fonctions associatives
En 1964, elle fonde le club Zonta de Lugano qui devient une organisation internationale qui promeut la compréhension mondiale, la paix, et l'amélioration du statut des femmes à travers l'amitié, la liberté, le respect et l'éducation. Elle en est présidente de 1964 à 1966, puis de 1970 à 1971. De 1987 à 1990, elle est membre, puis présidente cantonale de l'association catholique Pro Filia. 
Elle est également membre du conseil de fondation de la section de Pro Senectute (de), réunissant le canton du Tessin et le district de la Moesa,.

### Vie privée
Ersilia Fossati reste célibataire et n'a pas d'enfants.

### Mort
Le 9 octobre 1999, Ersilia Fossati décède à Lugano.

## Hommage posthume
En 2021, la commune de Mendrisio donne son nom à une rue du quartier de Meride.

## Publications
- (it) « 1941-1981 quarantesimo di fondazione del Servizio Complementare », Rivista militare della Svizzera italiana, vol. 53, no 6,‎ 1981, p. 18 (lire en ligne  [PDF])
- (it) « Femminile: SCF Associazione Ticino », Rivista militare della Svizzera italiana, Lugano, vol. 53,‎ 1981

### Fonds d'archives
- Association des Archives Unies des Femmes Tessin (AARDT), Melano, Ersilia Fossati (1921-1999).